# Glu Mobile
Glu Mobile est un éditeur, développeur et distributeur de jeu vidéo sur téléphone mobile. Glu Mobile est le nom de la société californienne issue de la fusion en 2005 des sociétés Sorrent et Macrospace. Selon les titres, Glu joue parfois uniquement les rôles d'éditeur et de distributeur, parfois uniquement celui de distributeur.

## Histoire
En 2008, l'entreprise rachète Superscape (qui est spécialisée dans le développement de jeux sur téléphones mobiles) et la saga Deer Hunter.
En février 2021, Electronic Arts annonce l'acquisition de Glu Mobile, spécialisée dans les jeux mobiles, pour 2,4 milliards de dollars.